# Protoplectron umbratum
Protoplectron umbratum is een insect uit de familie van de mierenleeuwen (Myrmeleontidae), die tot de orde netvleugeligen (Neuroptera) behoort. 
Protoplectron umbratum is voor het eerst wetenschappelijk beschreven door New in 1985.